# Child Okeford
Child Okeford est une paroisse civile et un village du Dorset, en Angleterre.